# 溜溜球
是兩片球體藉由一個軸心連接，然後將細繩綁在軸心上，線的另一端則用繩圈綁在手指上遊玩。遊玩時，利用重力或是投擲力使溜溜球脫離纏繞狀態，並且開始旋轉，再利用此旋轉的動能與摩擦力將繩子捲回溜溜球內部並回到手上。若是靠其他方法，像是馬達、葉扇等令溜溜球旋轉，這就不將被稱為定義上的溜溜球。

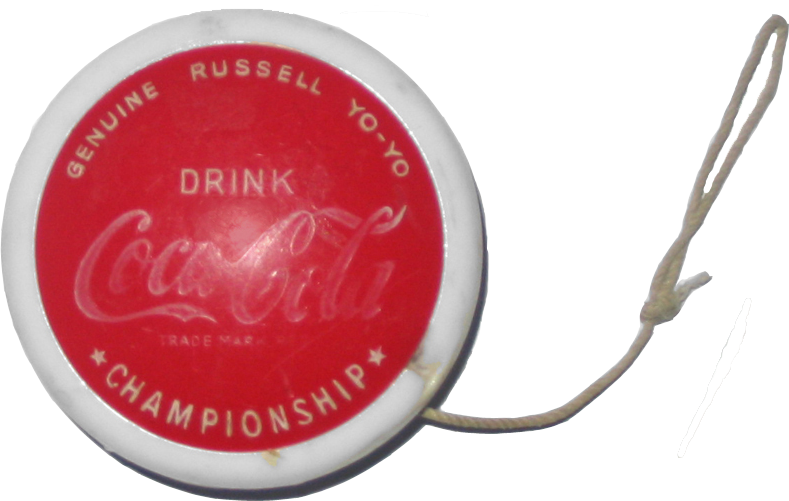
1960年代的可口可樂溜溜球

其中最有名的玩法就是遛狗，先將溜溜球拋置在底下旋轉的狀態，先不將溜溜球收回，而是將溜溜球接觸地面，使溜溜球在地上滾動，做出類似遛狗的動作，最後再利用剩下的旋轉動能將溜溜球收回至手中。這就是最多人會的招式之一——遛狗。

## 歷史

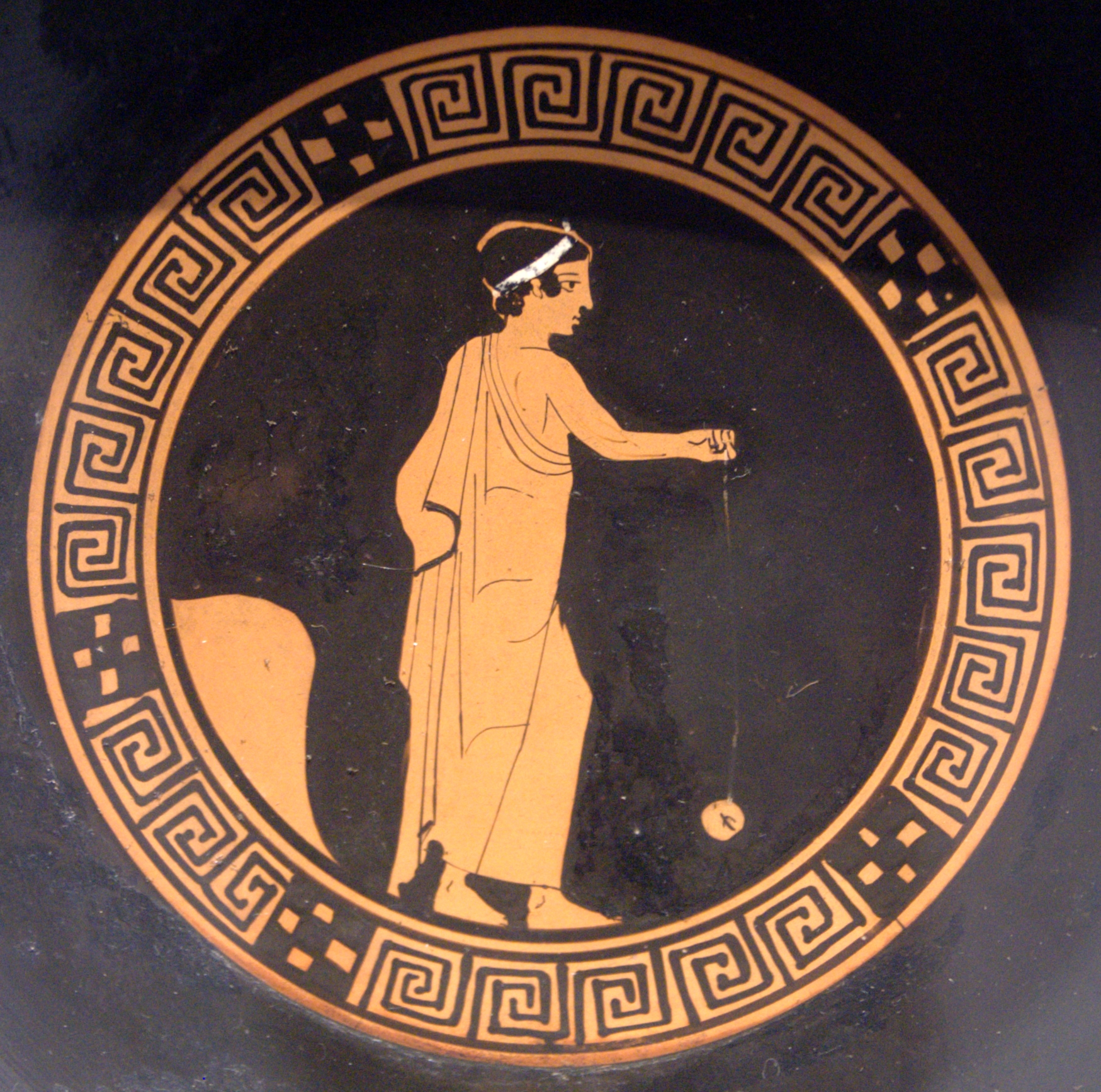
基里克斯杯裡的溜溜球圖案

最早的溜溜球可追逤至西元前五百年，一個希臘人所使用的瓷盤上面。在這張希臘的花瓶上面的畫作我們看到了一位小男孩在玩類似像溜溜球的東西。根據希臘歷史的描述，當時大多使用木材或是黏土作為溜溜球的材料。這個希臘瓷盤是紀錄的是當時的一種儀式，當小男孩長到一定歲數時，並且可以像圖中這樣使用溜溜球的時候，就算是通過了一個考驗，有點像是成年禮。
另一種說法是，早在石器時代就有使用石頭加繩子的打獵工具，只是這個打獵工具並不能像現在的溜溜球在下面空轉，但某種程度上它已經達到了類似溜溜球出去、回來的動作了。
根據韋氏大學詞典（Webster’s Collegiate Dictionary）指出yo-yo的名詞是來自於菲律賓的一句土話「Togalog」，即「回來」，表達出玩搖搖時拋出又收回的原理，當時是獵人投擲野生動物的武器，後來轉變成休閒活動。而公元前500年的古希臘也有搖搖。

### 現代溜溜球
溜溜球玩具的第一個專利是在美國1866年的時候由James L. Haven與Charles Hettrick在俄亥俄州申請的，可是這個溜溜球玩具的專利並沒有甚麼大動作，也沒有明顯的量產。直到了1928年時一位菲律賓裔美國人Pedro Flores，他在美國加利福尼亞州開了第一間溜溜球工廠，一開始只有十幾個人負責生產純手工的木製溜溜球玩具。但不到兩年，他又在洛杉磯與好萊塢各開了兩間工廠，總共雇用六百名員工，每天可以生產三十萬顆溜溜球。
此後不久，企業家Donald F. Duncan, Sr.發現了溜溜球潛在的商業價值，於是他在1932年買下了所有原本屬於Pedro Flores旗下的工廠與產品，開起了當肯溜溜球的大門。同年也是yo-yo這個名詞第一次被作為商標而註冊。當時是由Harvey Lowe在英國倫多拿下當時的世界溜溜球冠軍。
當肯的第一顆溜溜球是O-BOY，原本看似是一個不錯的投資，不過當時當肯投注了25萬美元，在玩具市場上銷售始終都不理想。當肯公司一直熬到了1946年，運氣好在威斯康星州開了一個溜溜球工廠，此後那個工廠的小鎮就稱為世界溜溜球的首都。
直到了1999年，當肯的溜溜球被納入美國玩具名人堂中。

#### 台灣
台灣的溜溜球歷史最早追溯至日治時代 。1933年4月23日上午10點，台中公園台中神社前廣場曾舉辦台灣最早的溜溜球大會，由臺日運動具部台中販賣店主辦。當時稱以日語「ヨーヨー」（Yoyo）稱呼溜溜球。

## 溜溜球競賽
- 世界溜溜球比賽（WYYC）：一年舉辦一次，在世界各地巡回舉辦，通常都是七月下旬或是八月初舉辦，是由美國的一家網路溜溜球商店yoyoguy.com所舉辦。目前來自日本的齋藤真嗣被譽為溜溜球界中最強的人。定期在世界各過也有舉辦當地的國家比賽或是區預賽，包含了美國、墨西哥、新加坡、馬來西亞、中國大陆、香港、台灣、韓國、法國、德國、瑞士、捷克、匈牙利、澳大利亞。
- 亞太平洋溜溜球大賽(AP)
- 歐洲大賽EYYC
- 美國大賽
- 日本溜溜球大賽(JN)

## 影視娛樂
- 漫畫
  - 超速YOYO
- 電視
  - 超速YOYO
- 动画
  - 火力少年王

## 外部連結

### 玩法介紹
- 香港搖搖技術會HKYYFC （页面存档备份，存于） 香港搖搖技術會
- Ken's World on a String （页面存档备份，存于） Yo-Yo Tricks site with colorful illustrations and videos
- MasterMagic.NET （页面存档备份，存于） Advanced trick list with slow-motion video instructions.
- Trick videos and instructions （页面存档备份，存于）
- More trick videos and instructions
- How to Yo-Yo Clearly illustrated beginner yo-yo tricks.